# Maloja

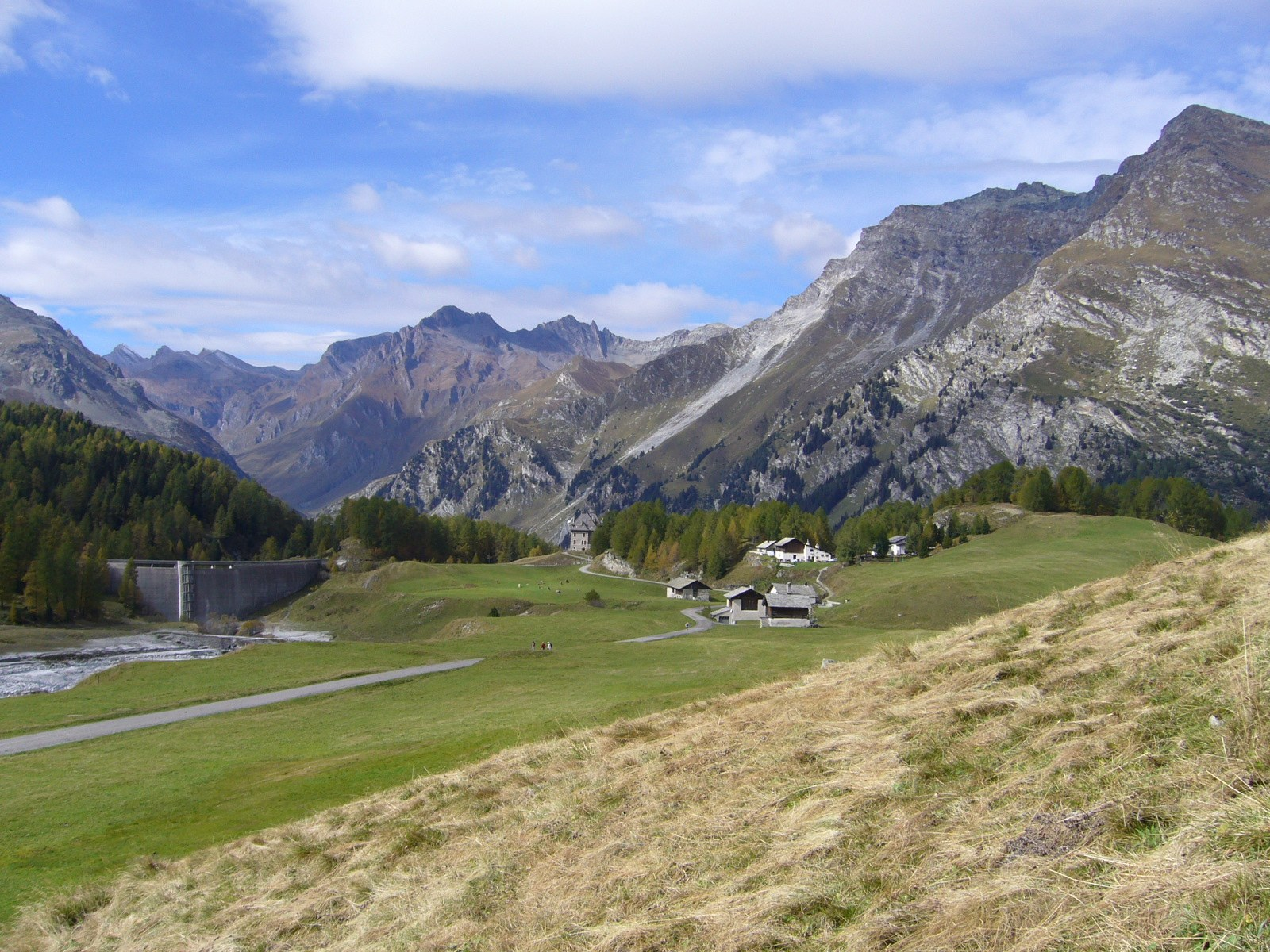
Blick von oberhalb Salecina über Orden sopra in der Bildmitte nach Westen auf Val-Maroz-Gipfel, rechts im Bild der Gipfel des Lunghin

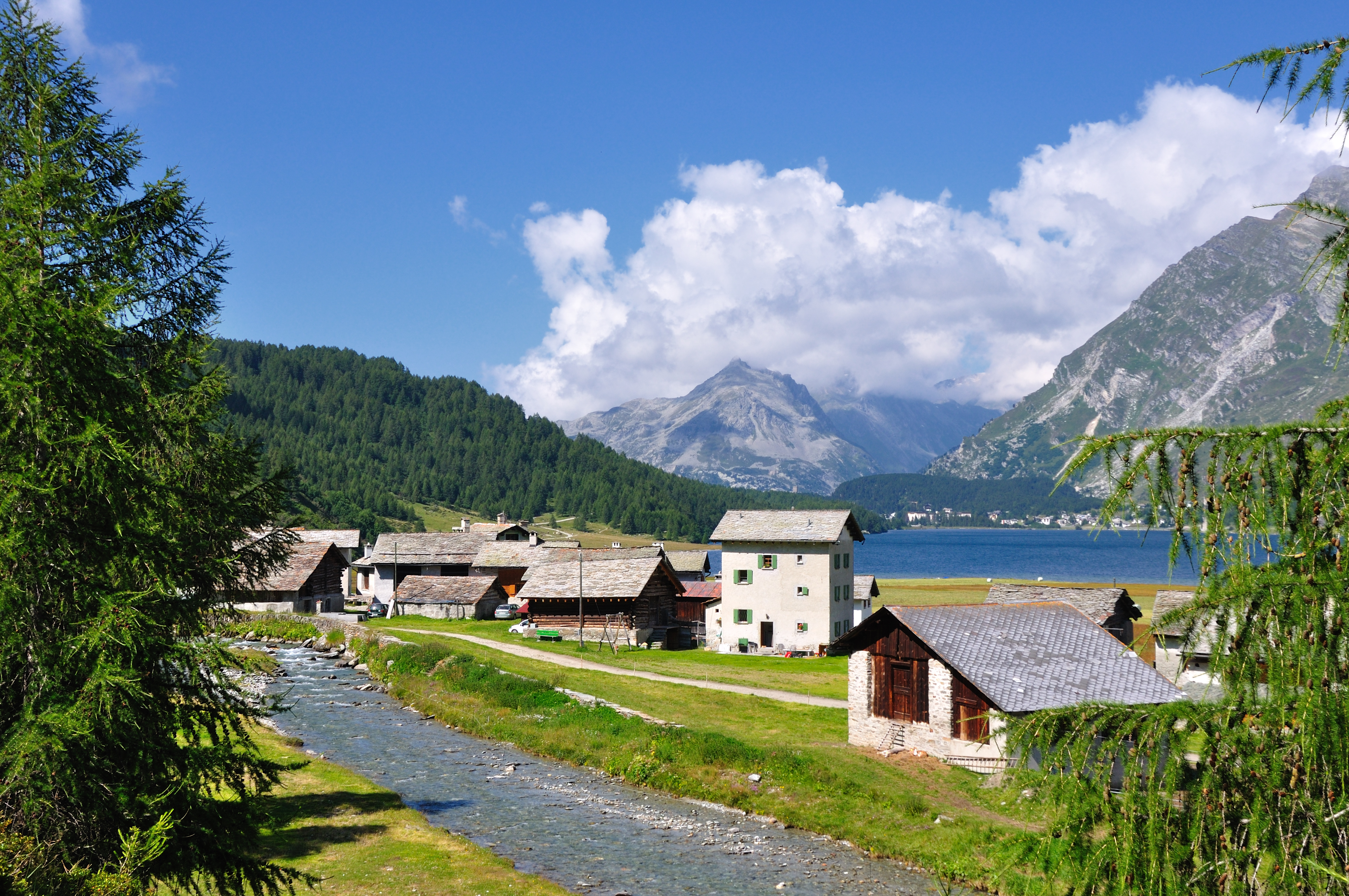
Weiler Isola am Silsersee

Maloja (lombardisch und rätoromanisch Malögiaⓘ) ist ein Dorf am Malojapass zwischen dem Oberengadin und dem Bergell im Schweizer Kanton Graubünden. 
Es gehört politisch zur Gemeinde Bregaglia im Bergell, Teil der Region Maloja, geografisch aber zum Oberengadin. Die offizielle Sprache des Orts ist Italienisch und er zählt rund 300 Einwohner.

## Geographie

Historisches Luftbild von Werner Friedli (1964)

Die Gegend um Maloja ist geografisch, geologisch und botanisch eines der interessantesten Gebiete der Alpen. Umrahmt von hohen Bergen des Alpenhauptkammes zieht sich von Nordosten her eine Kette von Seen durch die Engadiner Hochebene bis zum Passort Maloja auf 1815 m Höhe. Direkt am Dorfrand von Maloja liegt der südlichste dieser Seen, der Silsersee.
Der in Maloja entspringende Fluss En/Inn gab der Landschaft Engiadina/Engadin womöglich ihren Namen; Näheres zur Etymologie von «Engadin» siehe im dortigen Artikel. Falls diese Herleitung des Namens zutrifft, könnte der Talname Engadin/Engiadina darauf hinweisen, dass auch der Oberlauf des Flusses Inn seit jeher so bezeichnet wurde. Auch wenn in der Vergangenheit vereinzelt die Auffassung vertreten wurde, dass der Inn in der Nähe der Etsch am Reschenpass entspringe, wird spätestens seit dem 16. Jahrhundert der Ursprung einheitlich im Bereich der Seen am Malojapass gesehen.
Zu Maloja zählen neben dem Kernort die Ortschaften bzw. Gehöfte Capolago, Creista, Mota d‘Orden und Pila. Ausserdem gehört auch der fast vier Kilometer entfernte Weiler Isola am Silsersee zu Maloja.

## Verkehr und Wanderwege
Am Südausgang des Ortes führt die Strasse über den Malojapass 200 schroffe Höhenmeter hinunter ins Bergell, ein nach Südwesten ausgerichtetes Tal, dessen Strasse nach etwa 30 Kilometern in das nur noch 300 Meter hoch gelegene italienische Städtchen Chiavenna führt. Umgekehrt fährt man von Italien her über Chiavenna durch das Bergell den Malojapass hinauf. 
Mit dem Auto führt von Norden kommend eine der Routen über den Julierpass via Silvaplana.
Von Nordosten her kann Maloja mit der Rhätischen Bahn über den Albulapass (bis St. Moritz) erreicht werden, von dort anschliessend mit dem Postauto sowie dem Engadin Bus, ebenfalls regelmässig. 
Nach Süden verbindet der Murettopass Maloja mit dem Valmalenco und Sondrio im Veltlin. Der Übergang verlor im 19. Jahrhundert an Bedeutung, spielte aber noch lange als Schmugglerpfad eine Rolle. Als Fussweg wird er heute von Wanderern und Mountainbikern begangen.
Auf der anderen Talseite führt ein Wanderweg über den Pass Lunghin auf den Septimer und nach Bivio.

## Name
Der Name Maloja geht auf die Bezeichnung Maloggia zurück, welche von Hirten aus dem südöstlich benachbarten Veltlin stammt, und bedeutet «Erlenwäldchen» (die alpine Art der Erle wird hier «Malös» oder «Marös» genannt). 1244 ist für den Ort der Name Malongum beurkundet, 1275 Malodia. 1947 wurde entschieden, statt Maloggia offiziell den Namen Maloja zu verwenden. Im italienischsprachigen Dorf ist der Name Maloggia neben Maloia jedoch weiterhin geläufig. Der rätoromanische Name lautet Malögia.

## Geschichte
Die frühesten Funde weisen darauf hin, dass sich in der Gegend um Maloja schon etwa 2000 Jahre v. Chr. ein Volk aufhielt, das vom Jagen lebte. Weitere Funde, die etwa 500 Jahre jünger datiert werden, lassen annehmen, dass es Menschen mit Kulturen waren, die ansonsten in den Gebieten des heutigen Ungarn und der Slowakei bekannt sind. Zeugnisse sind vor allem Münzfunde, Wannengräber und Ornamentsteine. Vor den Römern war das Gebiet wohl von den Riguskern besiedelt.

### Römer
Aus der Zeit der Römer ist die wichtige Funktion Malojas durch seine Lage an der Passstrasse belegt. Auf dem Fussweg von Maloja nach Cavril finden sich noch heute römische Spuren. Weitere Pässe der Gegend, die seit frühester geschichtlicher Zeit als Übergänge benutzt wurden, sind der schon genannte Julier (nordöstlich von Maloja), der Splügen (westlich) sowie zwei Pässe, die auch heute nur zu Fuss zu bewältigen sind: westlich, vom Val Maroz Richtung Bivio aufsteigend, der Septimerpass, der von Maloja aus gesehen hinter dem Gipfel des Piz Lunghin liegt, sowie südöstlich der Muretto, vom Val Forno abzweigend Richtung Veltlin.
Auch Schmuggel entlang dieser Wege und über diese Pässe war später wirtschafts-, politik- und kulturgeschichtlich von einiger Bedeutung.

### Beginnende Neuzeit

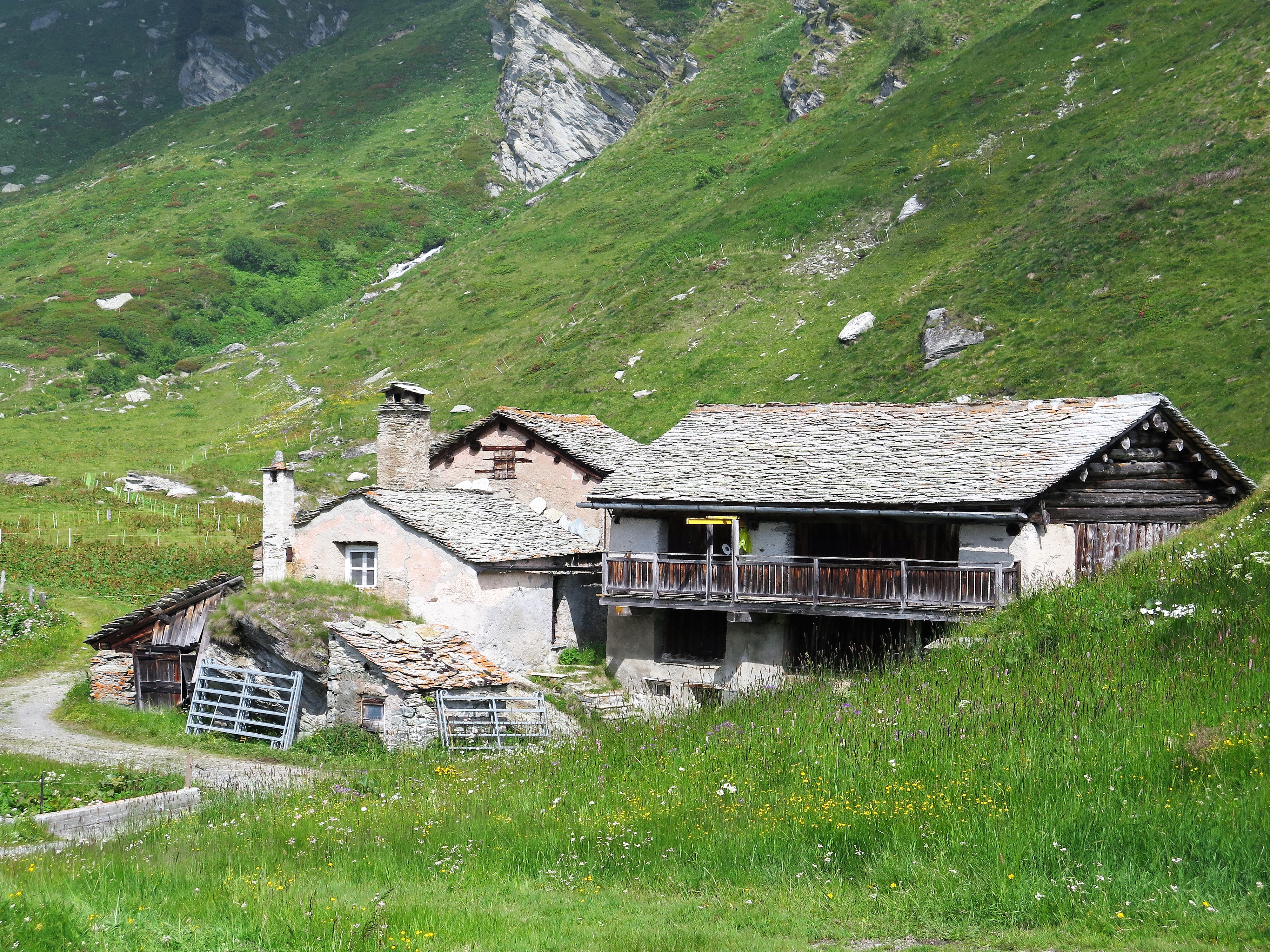
Pila, ein Weiler bei Maloja

Ab dem 15. Jahrhundert wurde Maloja durch die Bauern von Stampa (Bergell) für Sommersässe erschlossen. Die ursprüngliche Bauweise ist in den umliegenden Weilern Cresta, Cà de Maté, Orden sopra / Orden dent und Pila teilweise noch zu sehen.

### 18. Jahrhundert
Im ausgehenden 18. Jahrhundert erlitt die Bevölkerung der Gegend Auswirkungen der napoleonischen Kriege, als sich abwechselnd französisches und österreichisches Militär mit Besetzungen, Verwüstungen und Viehraub umtrieb. Hier war für die Bauern des Bergell der Rückzug hinauf nach Maloja ein Versuch, die Zeit zu überleben.

### Moderner Bundesstaat
Ende des 19. Jahrhunderts sollte auch in Maloja der Bädertourismus einziehen. Graf Camille de Renesse hatte die Vision, aus Maloja das «Monte Carlo der Alpen» zu machen. So wurde ein Ferienort für die gehobene Aristokratie geplant. Er liess von 1882 bis 1884 u. a. das Palace-Hotel erbauen, das noch bis Anfang 2008 als Erholungsheim für Kinder und Jugendliche genutzt wurde. Seit 2009 ist es wieder ein Schlosshotel.
Auch die ehemals anglikanische, heute reformierte Dorfkirche und der Torre Belvedere am Pass stammen aus der Gründerzeit. Der Turm ist heute im Besitz der pro natura.
Im Berghotel Kulm bestand bis 1880 eine eigene Poststation. Zwischen 1882 und 1900 gab es auf der Malojaroute 16'594 Postreisende, zwischen 1930 und 1952 waren es 218'884.

### Zweiter Weltkrieg
In der Zeit des Zweiten Weltkriegs sind um Maloja wichtige Ereignisse des antifaschistischen Widerstands zu verzeichnen, dem in den letzten Jahren verstärkt wissenschaftliche Aufmerksamkeit zukommt.
Ebenfalls während des Zweiten Weltkriegs wurde im oberen Teil der Malojapassstrasse die Sperrstelle Maloja gebaut.

## Bilder

Silsersee, historisches Luftbild von W. Friedli (1947)
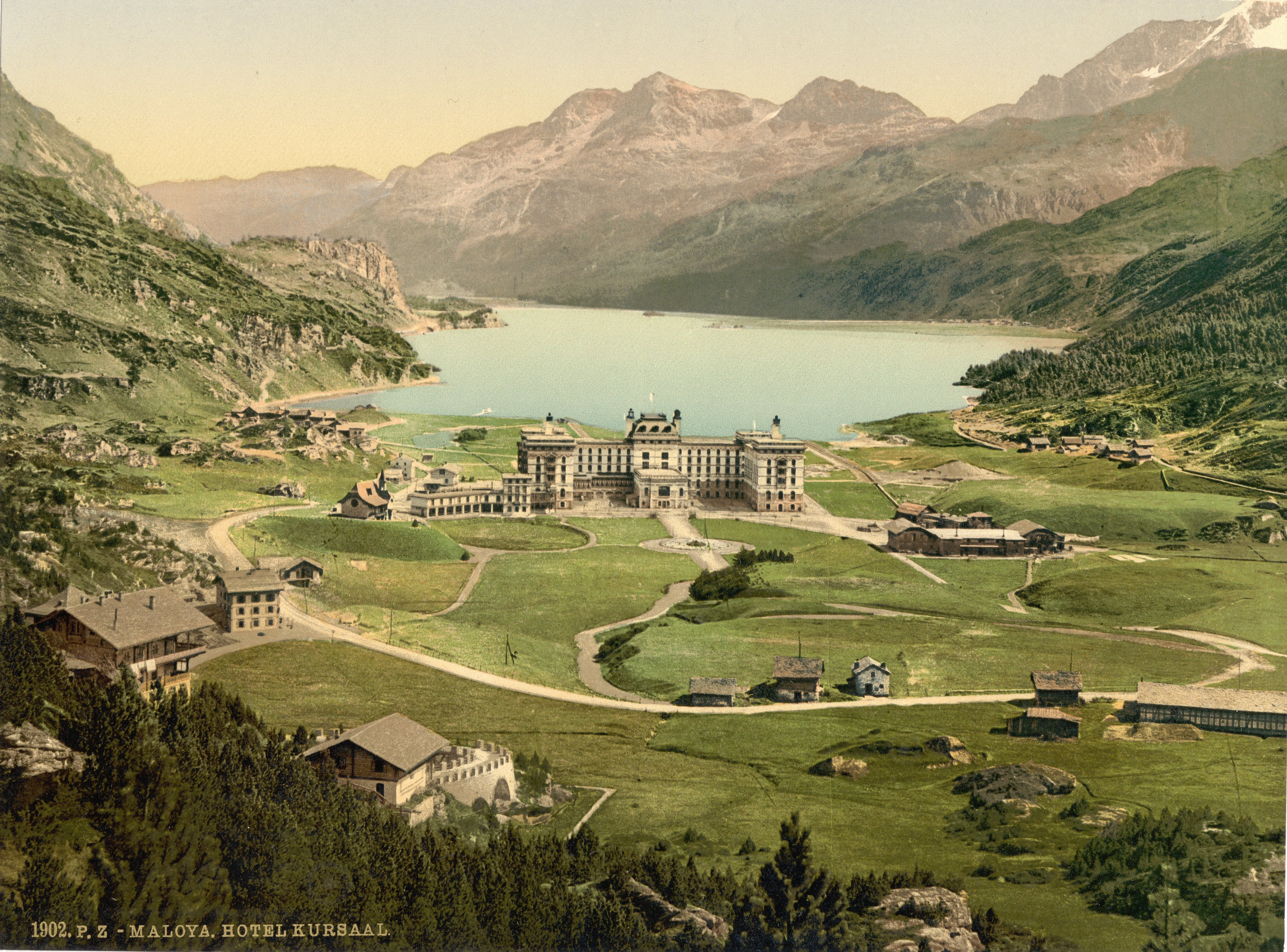
Maloja und der Silsersee um 1900; am Seeufer das Maloja Palace (Name im 21. Jahrhundert)
Maloja, Belvedere, historisches Luftbild von W. Friedli (1947)
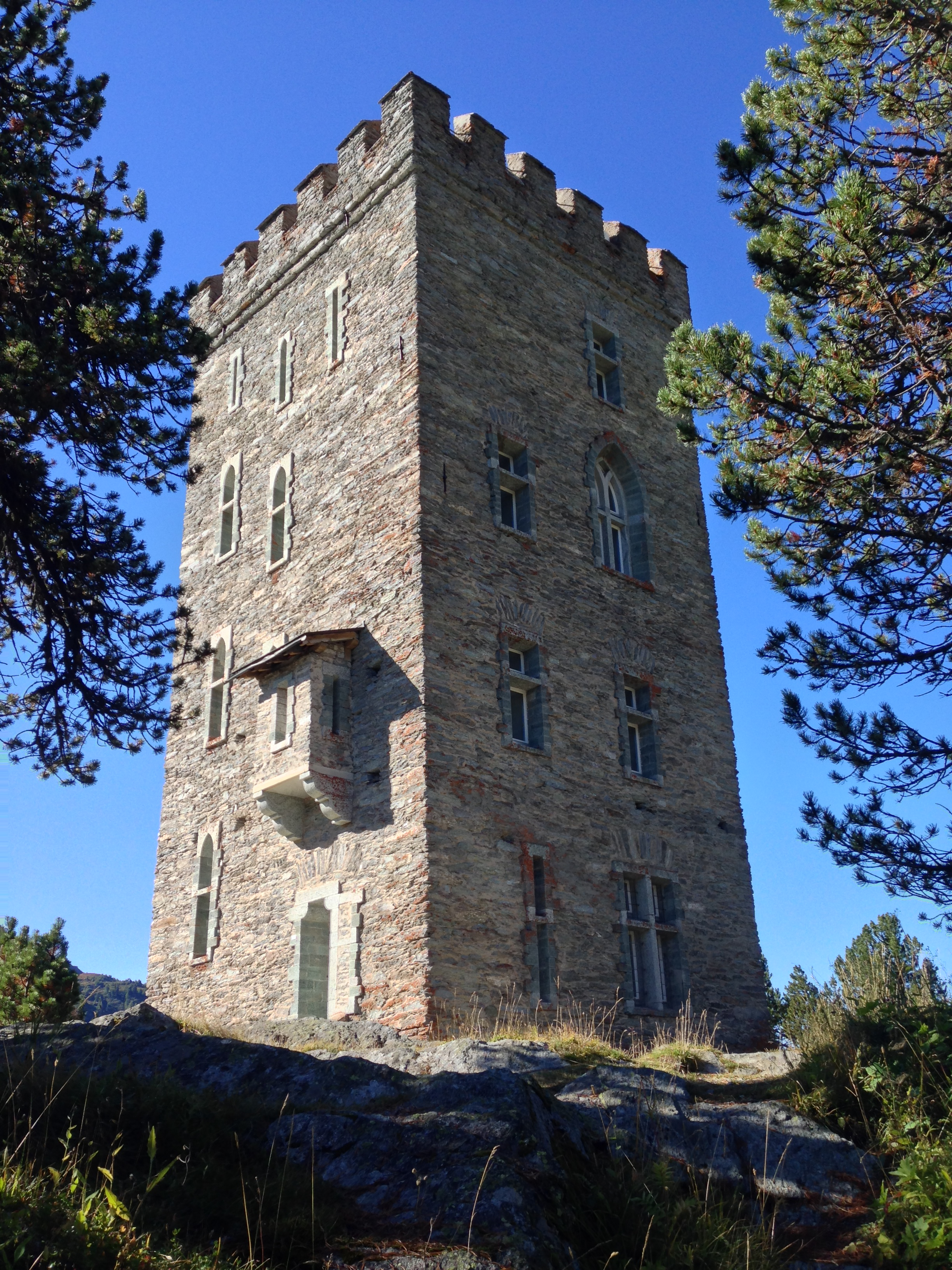
Der Torre Belvedere
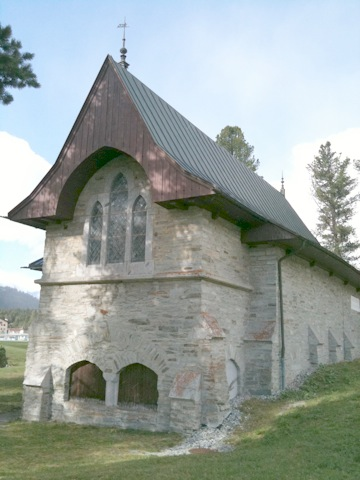
Die Reformierte Kirche von Maloja
Hotel Kulm, historisches Luftbild von W. Friedli (1947)
Camille de Renesse, der in der Belle Époque gross in Maloja baute

## Kunst

### Segantini

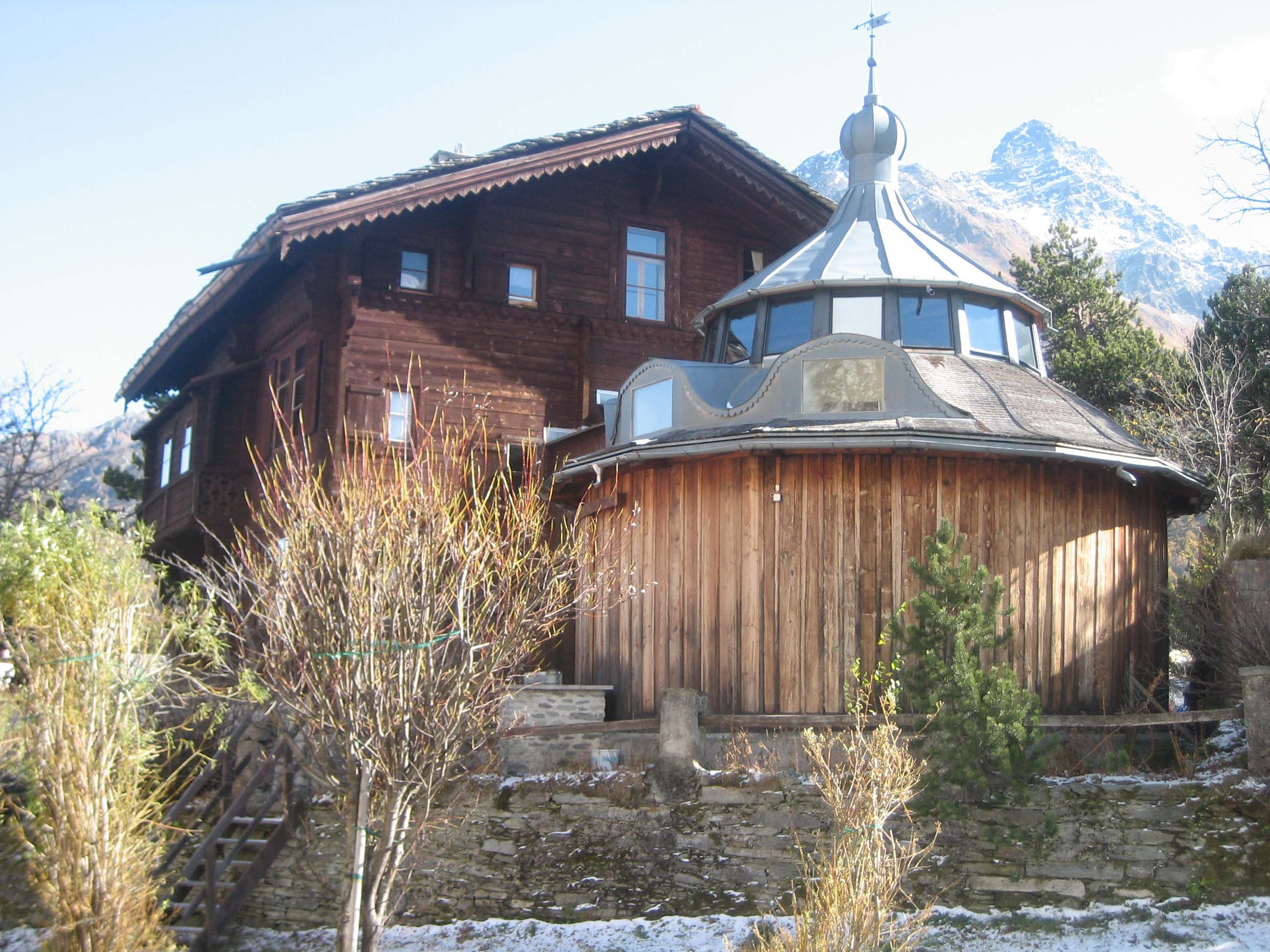
Segantinihaus in Maloja

Der heute bekannteste Maler der Region ist Giovanni Segantini, er gilt als der Engadiner Maler. Er verbrachte mit seiner Familie die letzten fünf Lebensjahre in Maloja.
Auf den Spuren dieses Malers können heute in und um Maloja verschiedene Ausflüge unternommen werden: ein Besuch der «Casa Segantini», des Ateliers Segantini (beide im Dorf selbst gelegen) sowie ein Spazierweg, der «Sentiero Segantini», der mit einzelnen Bildstationen auf einem Wanderweg ins Seitental Orden führt.

### Giacometti
Einer seiner Meisterschüler war Giovanni Giacometti, der Vater von Alberto Giacometti, die beide aus Stampa im Bergell stammten.

### Weitere Künstlerinnen und Künstler
Die Künstlerin Elvezia Michel-Baldini, die in Borgonovo im Bergell lebte und wirkte, bezog das Leinen für ihre Kunstwebereien aus eigenem Flachsanbau im Weiler Pila am Fusse des Lunghin nahe Maloja.

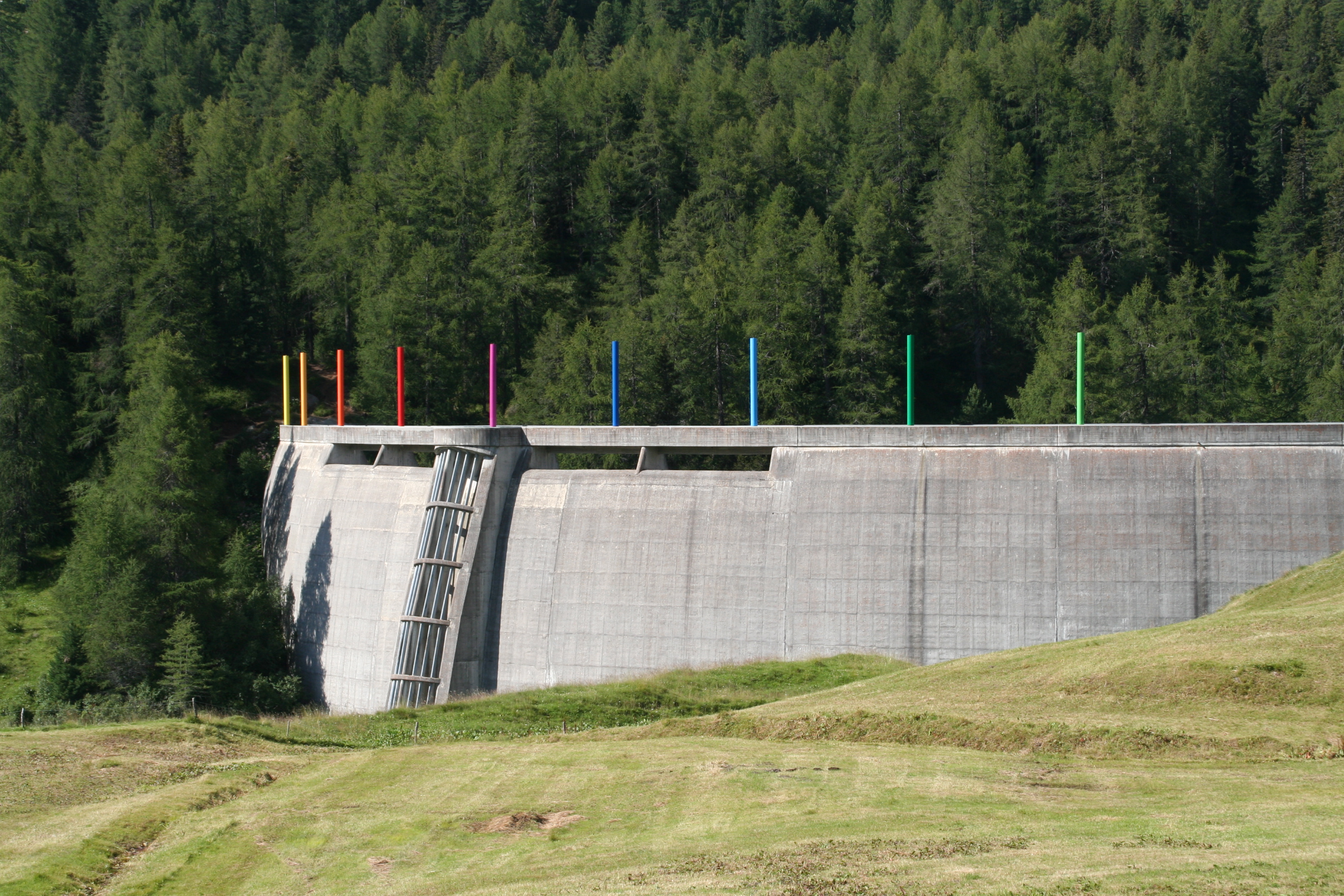
Installation Culur auf der Rückhaltemauer
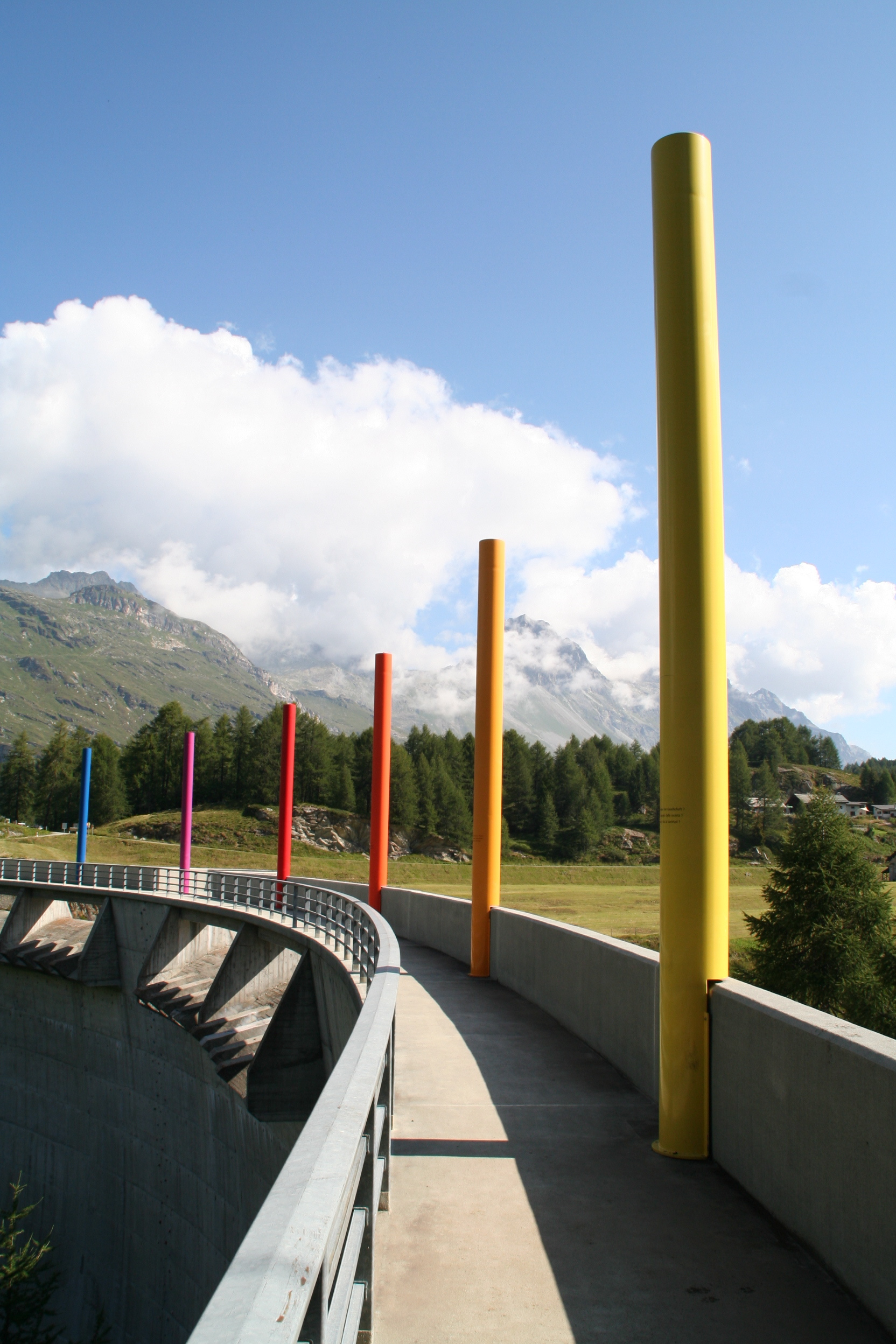
Säulen auf der Mauer
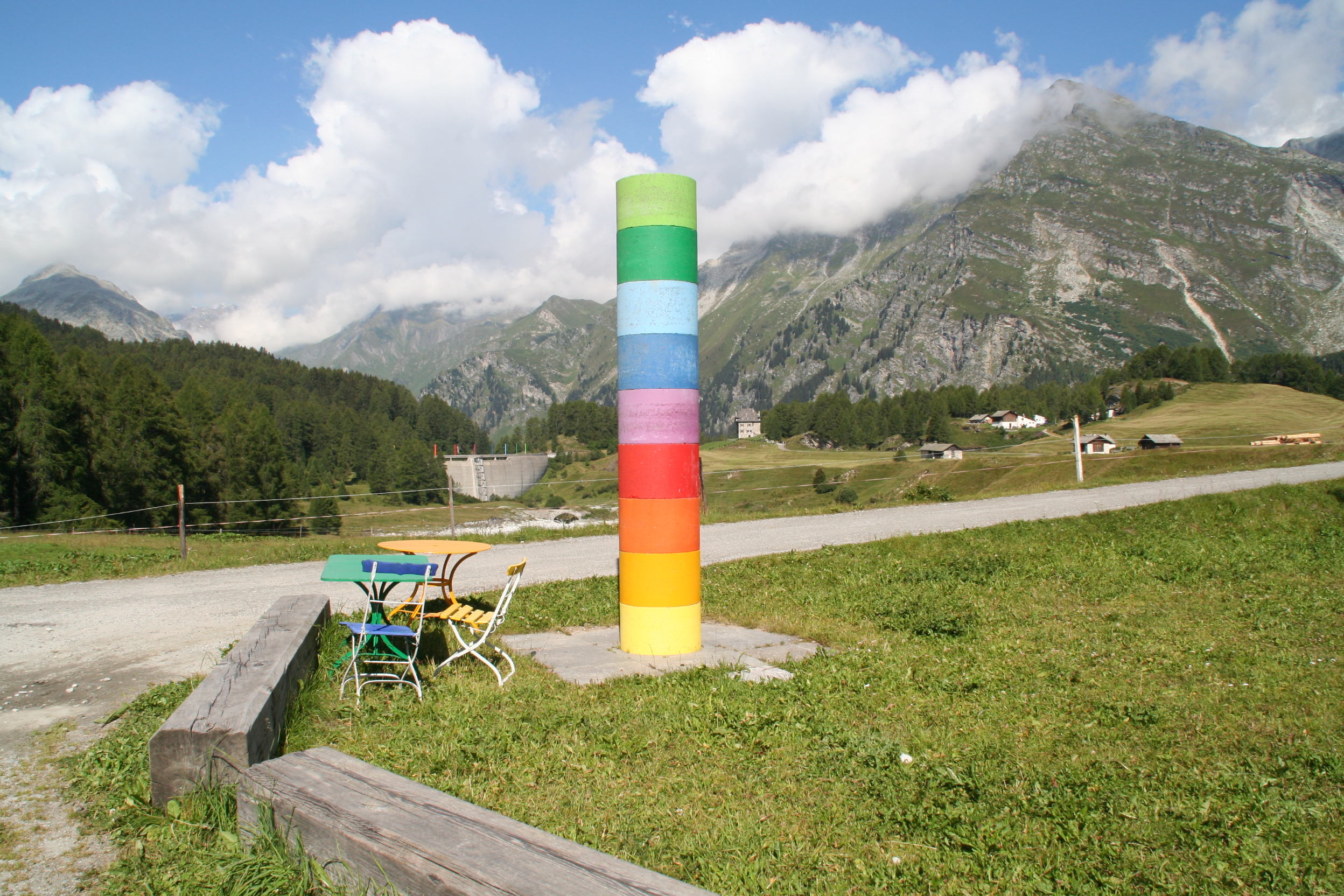
Säule bei Salecina, Blick Richtung Rückhaltemauer

Im Seitental Orden wurde 1997 eine Freiluft-Installation aus neun farbigen Säulen Culur von Gottfried Honegger eingeweiht. Sie ist im Gelände markant platziert und stellt flussaufwärts über die Orlegna hinweg einen Bezug zwischen der Rückhaltemauer und dem Grundstück der Stiftung Salecina her, die letzte bewohnte Liegenschaft im Seitental Orden an der Orlegna-Brücke auf dem Weg zum Fornogletscher.

## Sehenswürdigkeiten

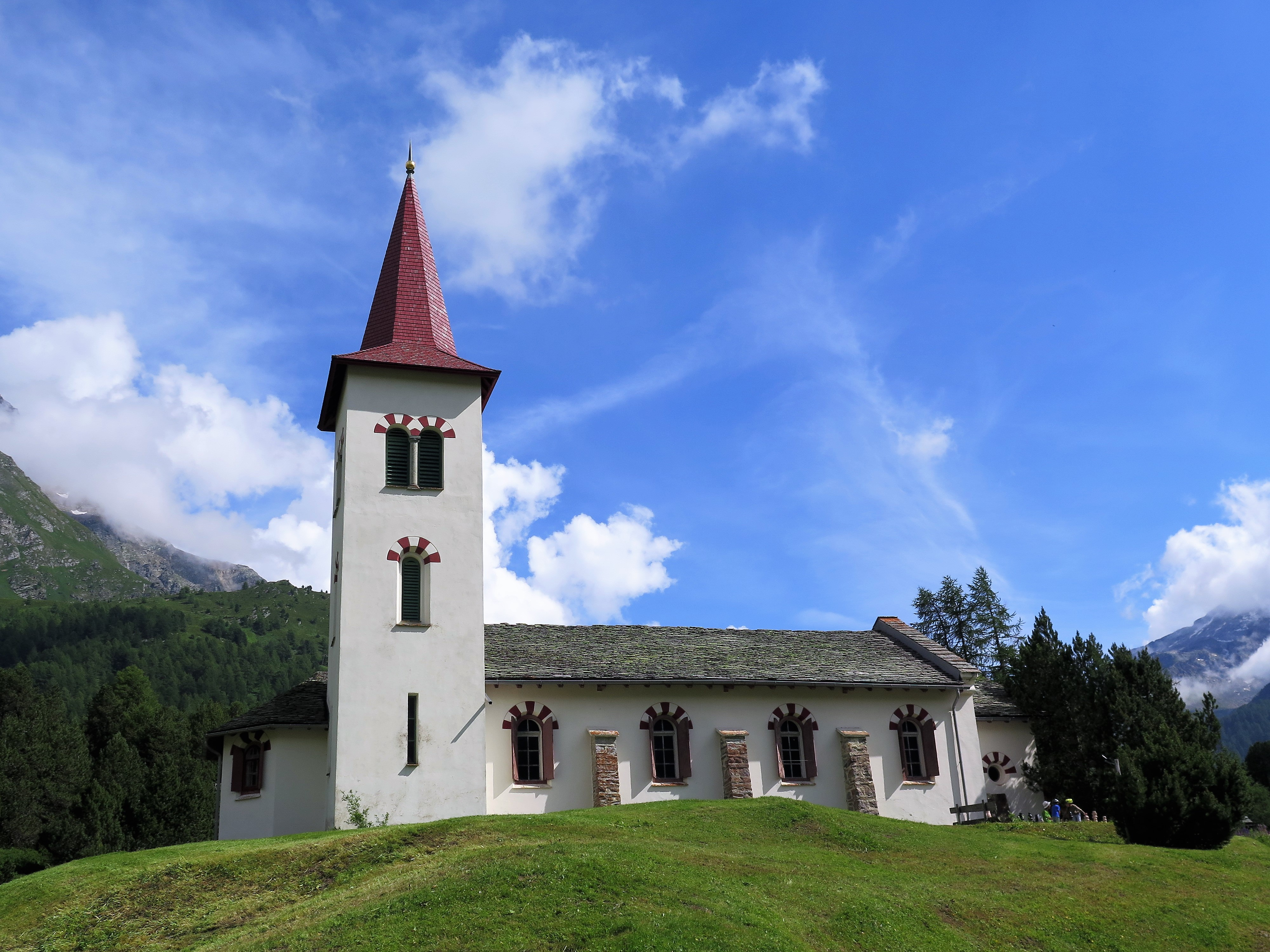
Chiesa bianca

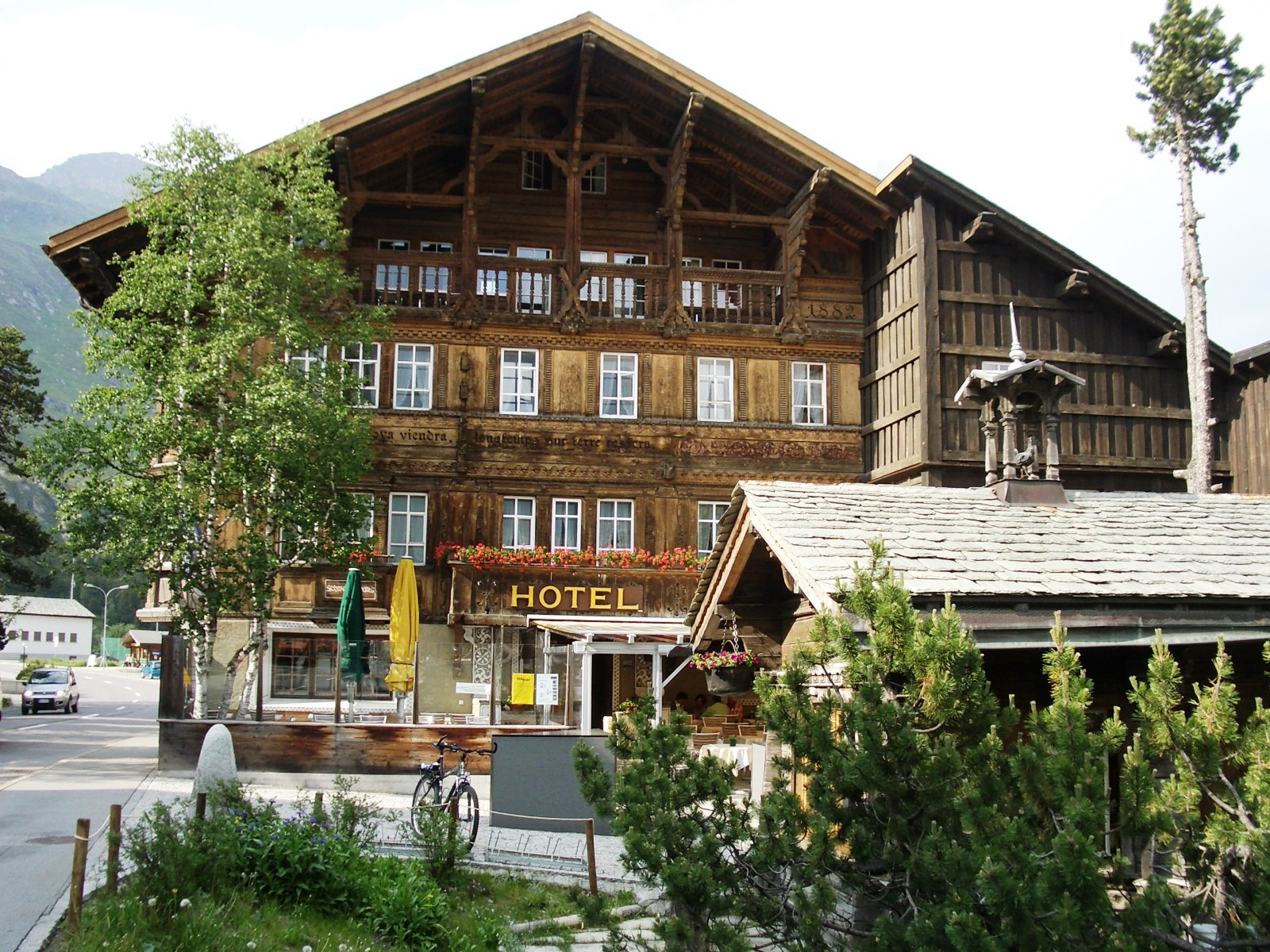
Das Schweizerhaus in Maloja

Viele Sehenswürdigkeiten und Baudenkmäler in Maloja stammen aus der Gründerzeit:
- Chiesa Bianca: um 1885 als erste anglikanische Kirche eröffnet, von 1890–1967 katholisches Gotteshaus, seither profaniert und durch den Verein «Freundeskreis Chiesa Bianca Maloja» im Sommer für kulturelle Anlässe genutzt.[3]
- ehemalige anglikanische Kirche, erbaut 1888–1889, heute die Reformierte Kirche Maloja
- Hotel Palace, heute das Maloja Palace
- Hotel Maloja Kulm
- Hotel Schweizerhaus[4][5]
- Segantini-Haus[6][7]
- Haus Perico-Baldini erbaut um 1672[8]
- Villa La Motta (1906), Architekt Ottavio Ganzoni[9]
- Torre Belvedere–Maloja[10]
- Die Gletschermühlen von Maloja[11]

- Der Verein Pro Castellis hat das Hauptwerk Maloja Kulm (A 7678) der Sperrstelle Maloja als Museum «Museo Fortezza Maloja» der Öffentlichkeit zugänglich gemacht.[12]

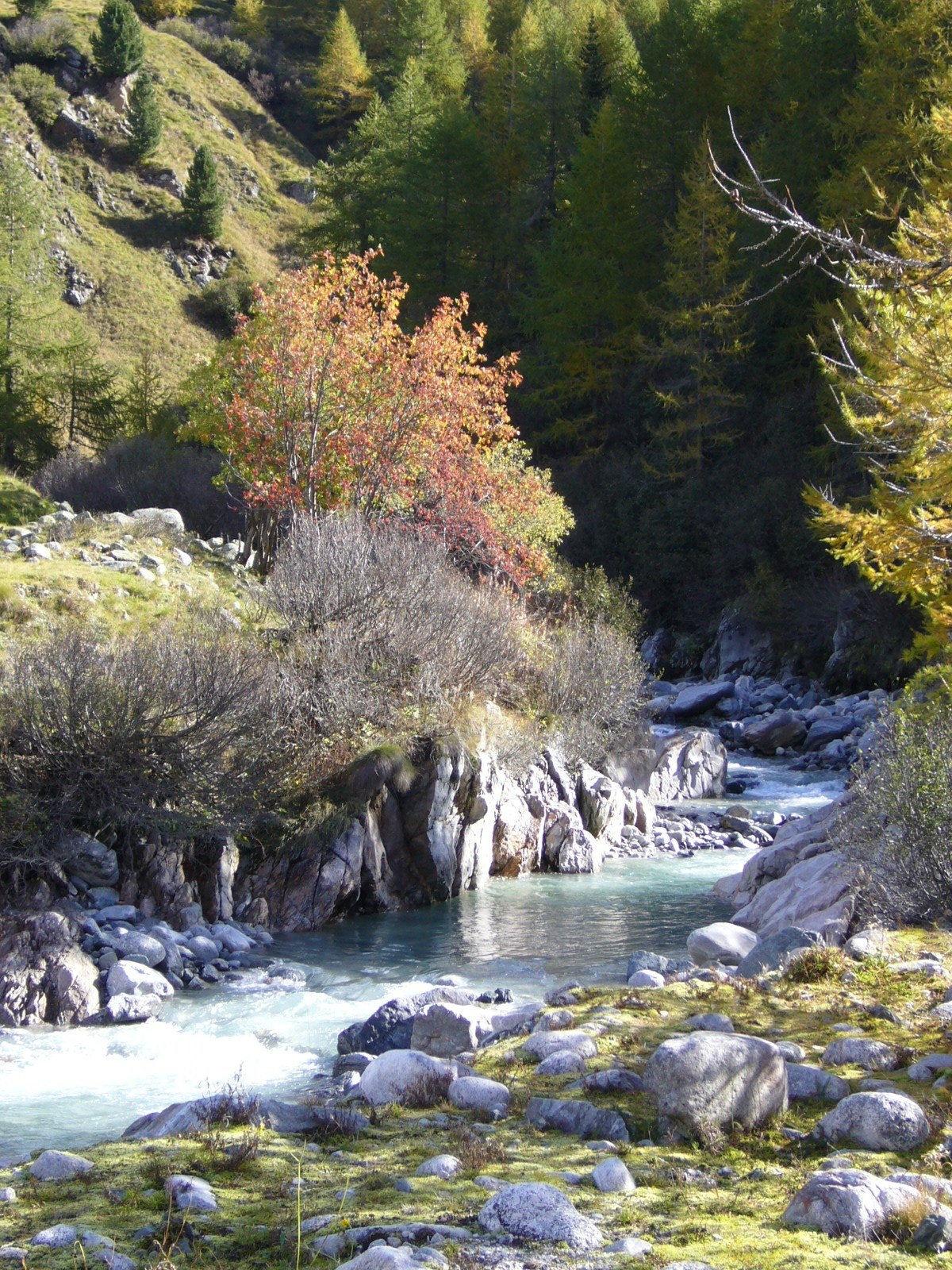
Fluss Orlegna Nähe Stiftung Salecina, Maloja/Orden dent am Beginn des Val Forno
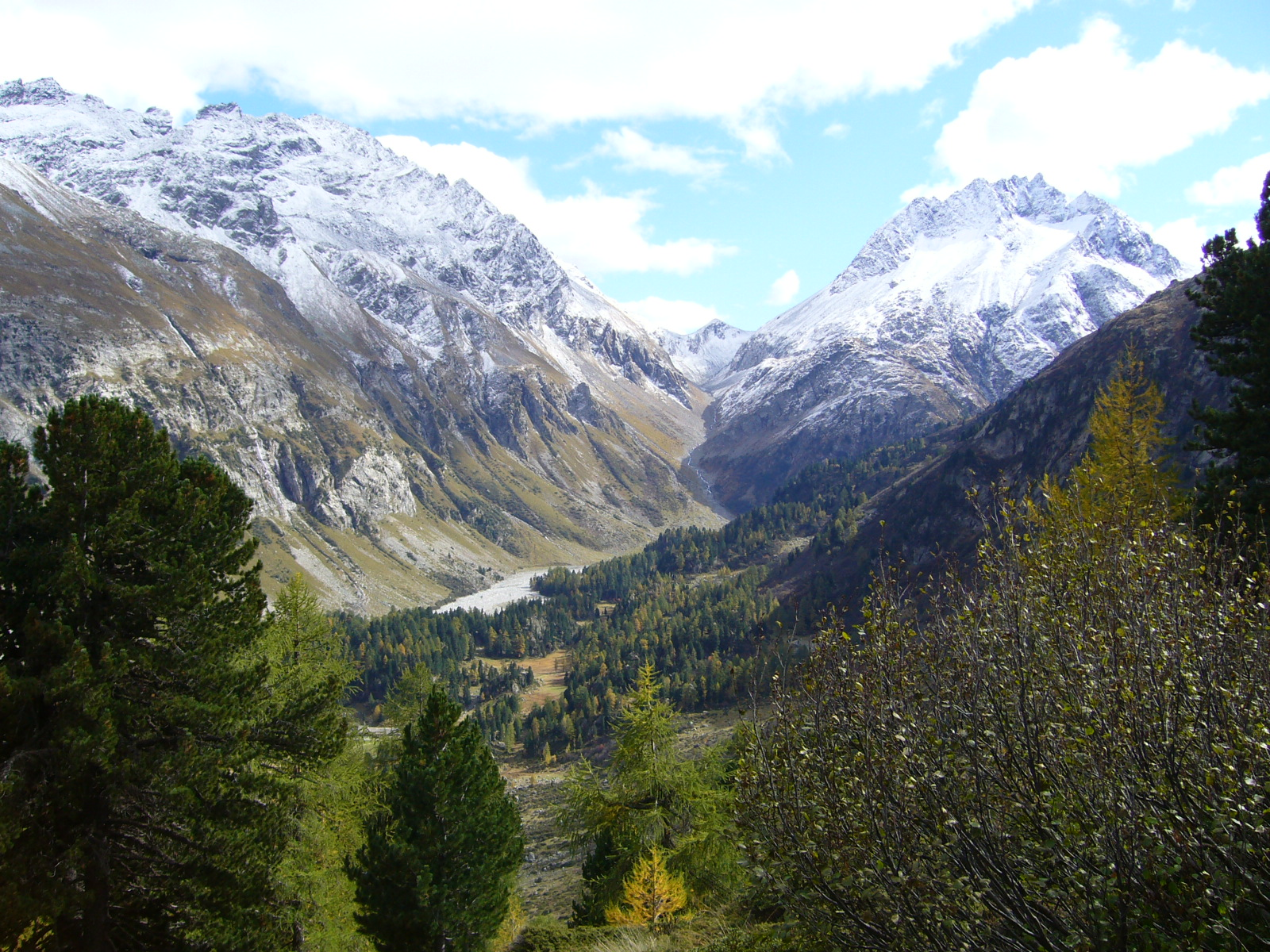
Val Forno, Blick zum Muretto-Pass von oberhalb des Lägh da Cavloc
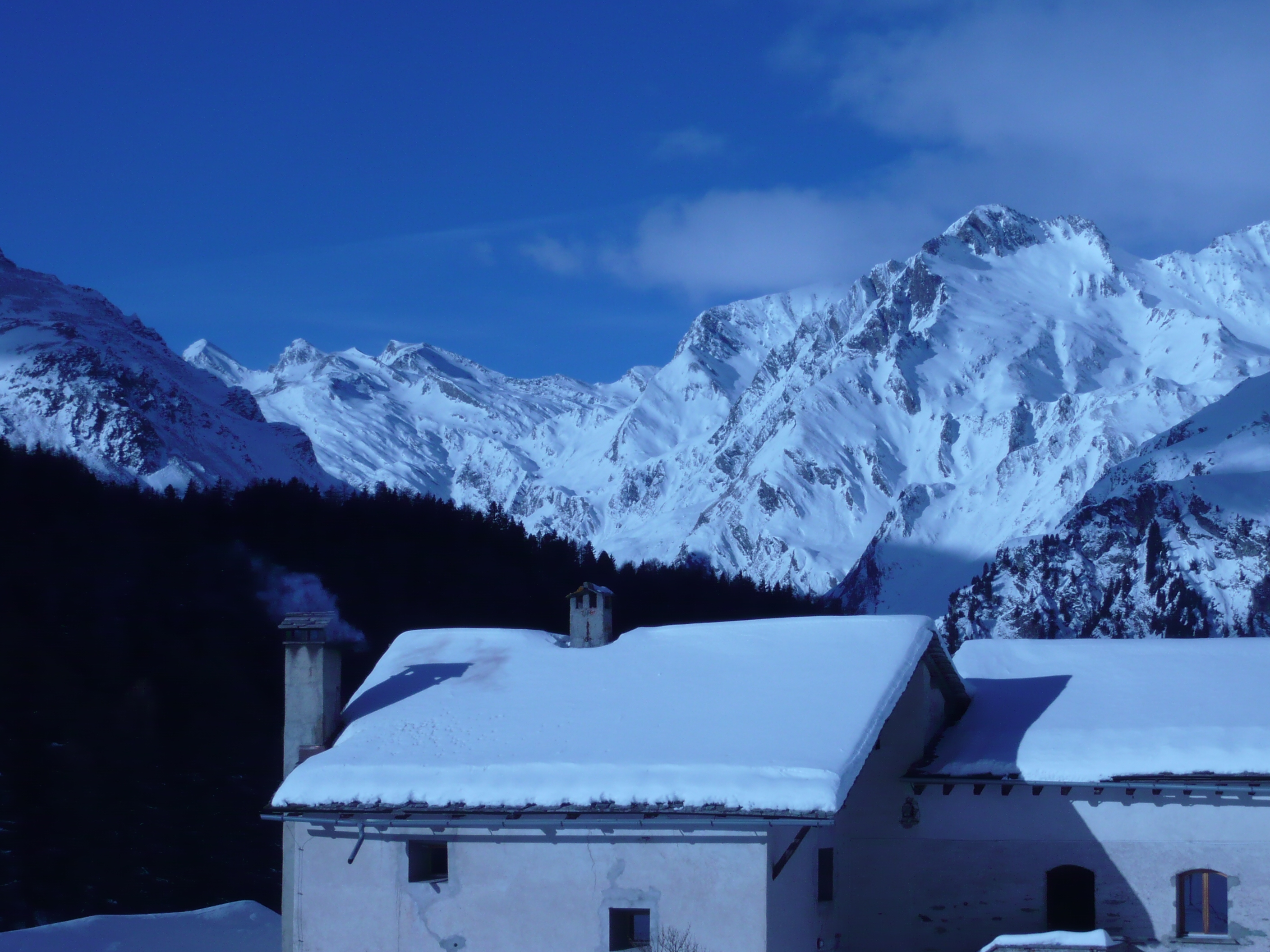
Blick über den Malojapass hinweg auf das Val Maroz, im Vordergrund Salecina
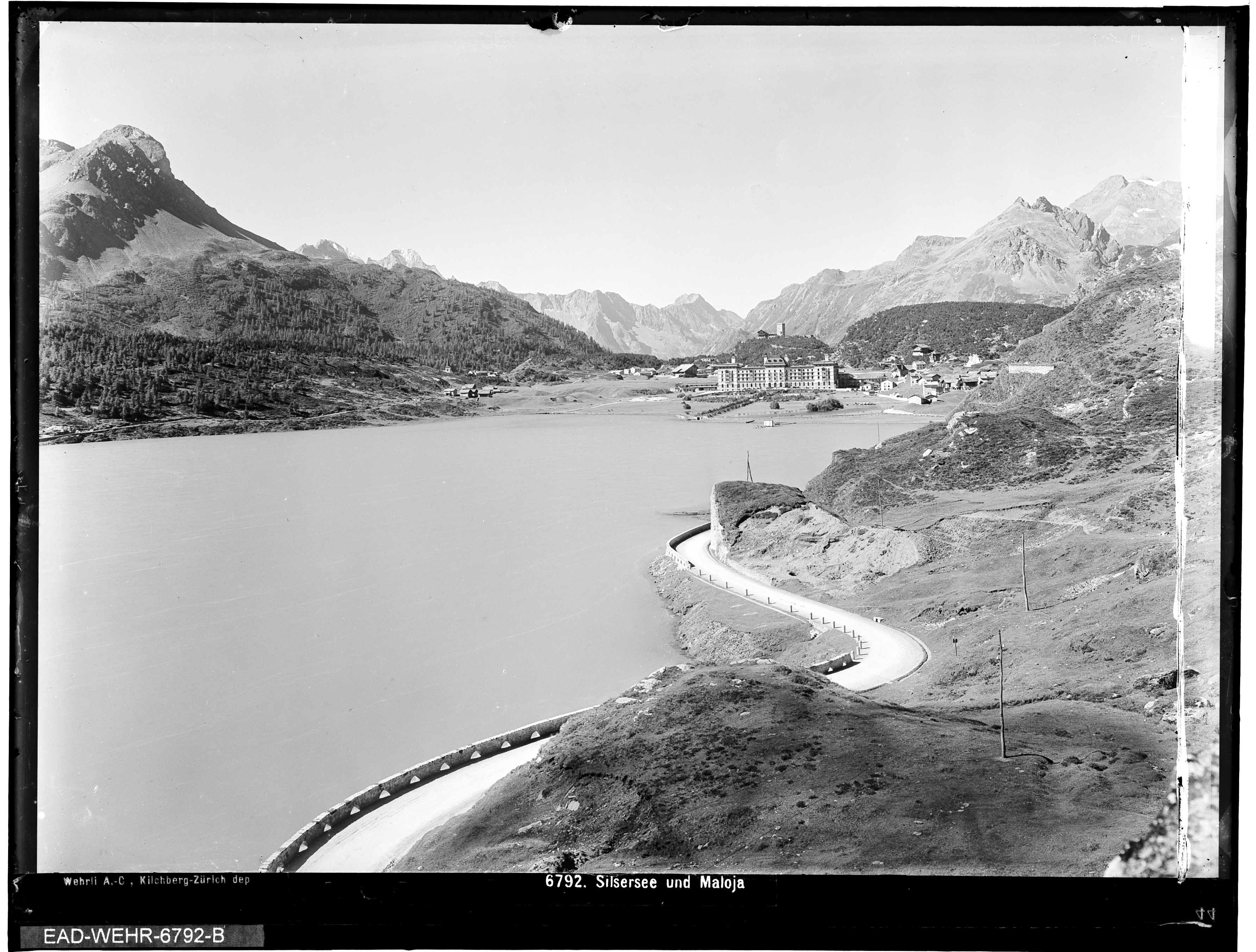
Silsersee mit Kursaal Maloja, um 1906, heute Maloja Palace
Maloja - Piz Lunghin, von Süd-Ost. Historisches Bild von Leo Wehrli (1922)

## Meteorologisches Phänomen: Die «Maloja-Schlange»

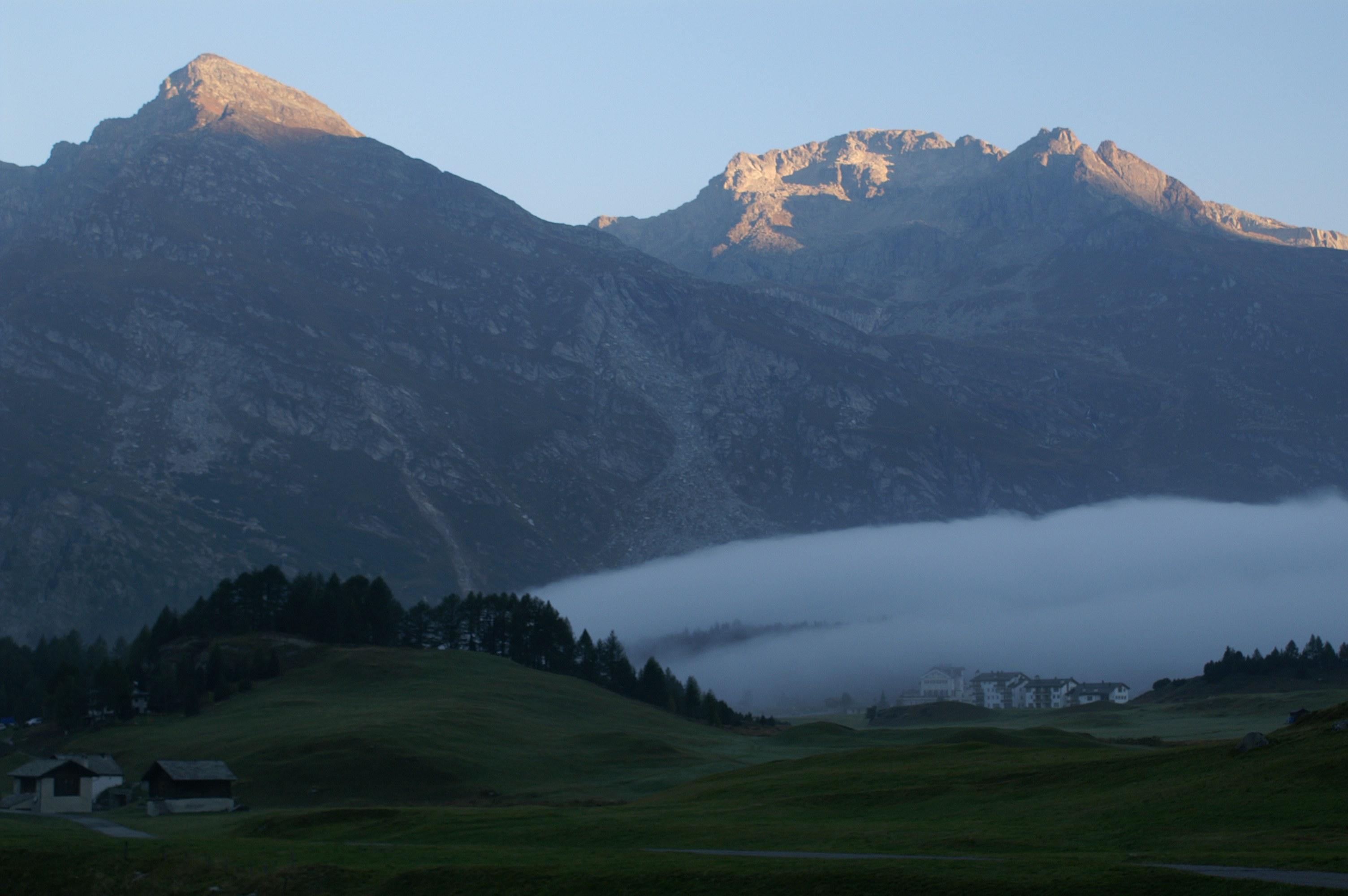
Ein Beispiel des meteorologischen Herbstphänomens in Maloja: die «Maloja-Schlange»

Meist an herbstlichen Morgen formiert sich eine Nebel«schlange», wenn das Kondensationsniveau tief genug liegt, um auf der Höhe von Maloja aufsteigende, feuchte Luft in Wolken oder Nebel zu verwandeln. Es handelt sich dabei um ein Naturschauspiel, bei dem oberhalb der «Schlange» bereits strahlender Sonnenschein sein kann (siehe Foto rechts). Die Besonderheit der Schlange ist, dass sie nicht ruhig im Tal liegt, sondern nach Westen über den Malojapass hinunterkriecht. Je nach Wind und Wetterlage kann das Phänomen auch schnell wieder vorbei sein. Hierüber gibt es auch einen Film des deutschen Bergfilmers Arnold Fanck: Das Wolkenphänomen von Maloja (1924).

## Geologie
Die Gegend um Maloja weist zahlreiche geologische Besonderheiten auf. So finden sich in der Nähe des Lägh da Cavloc im Fornotal (Tal des Fornogletschers) Grüngesteine, die sich ursprünglich im Ozean zwischen der afrikanischen Kontinentalplatte und der europäischen Kontinentalplatte gebildet haben. Im Laufe der Verschiebungen haben sich diese Gesteine umgebildet (Gesteinsmetamorphose), im Fornotal ist ein Ergebnis etwa der berühmte Andalusit-Schiefer.
Andalusitschiefer gehört zu denjenigen Gesteinen, die durch Kontaktmetamorphose zustande kommen, auch Thermometamorphose genannt, weil sich der Vorgang bei ansteigenden Temperaturen abspielt. Wichtig ist darüber hinaus gleich bleibend niedriger Druck. Dabei wird Korn für Korn das Ausgangsgestein verändert (Rekristallisation). Falls noch einige Stellen porös waren, verschwinden sie jetzt. Kontaktmetamorphose heisst dieser Vorgang deshalb, weil die Einzelkörner untereinander in unmittelbarem Kontakt geraten. Erkennbar sind Produkte solcher Prozesse daran, dass nach aussen neue Minerale sprossen, die fleckenartig, garbenartig oder knotenartig sein können. Im Fornotal gibt es viele solcher Funde zu machen.

## Wasser

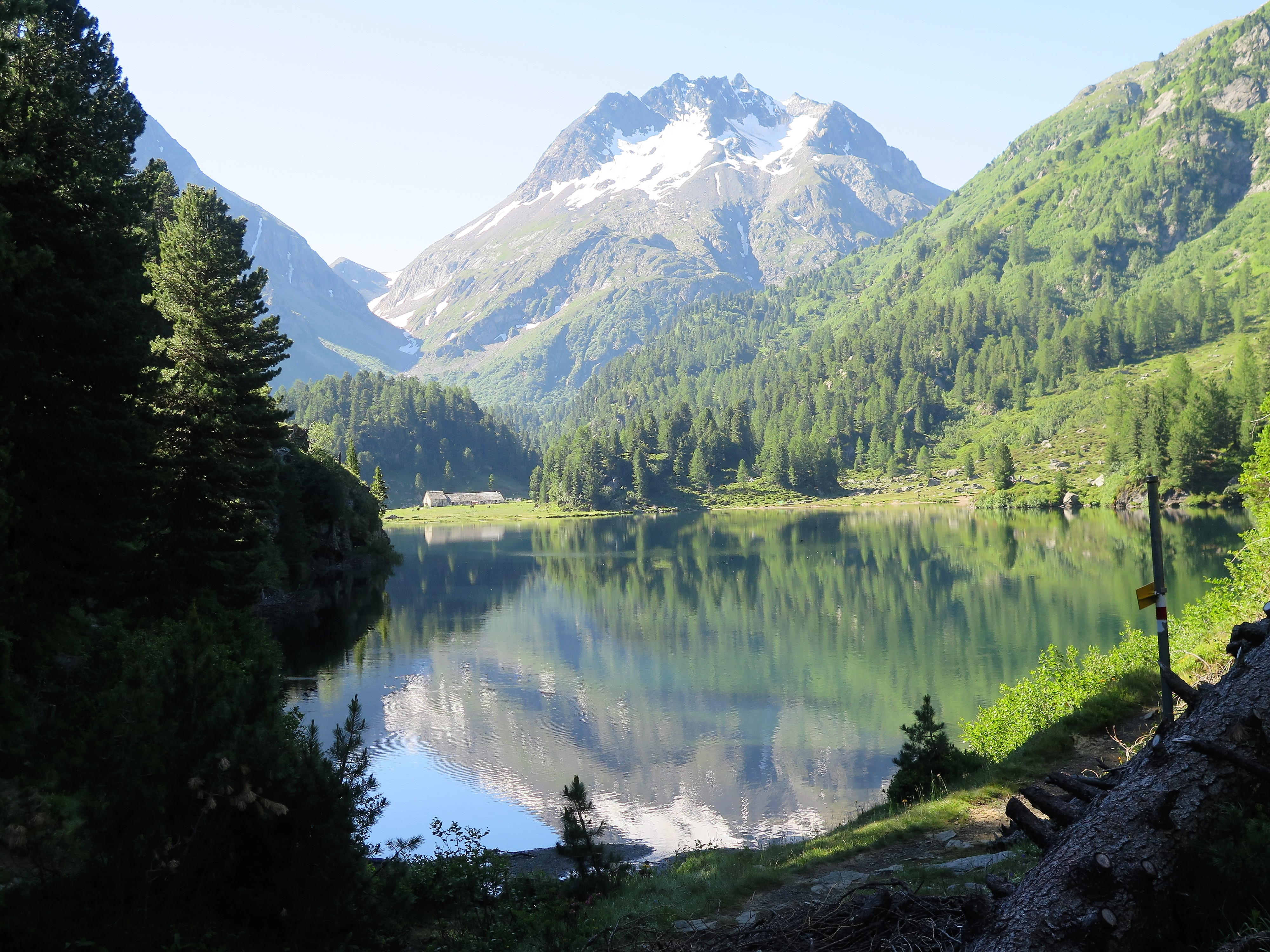
Lägh da Cavloc bei Maloja, im Hintergrund die Pizzi dei Rossi im Fornotal, links davon der Murettopass.

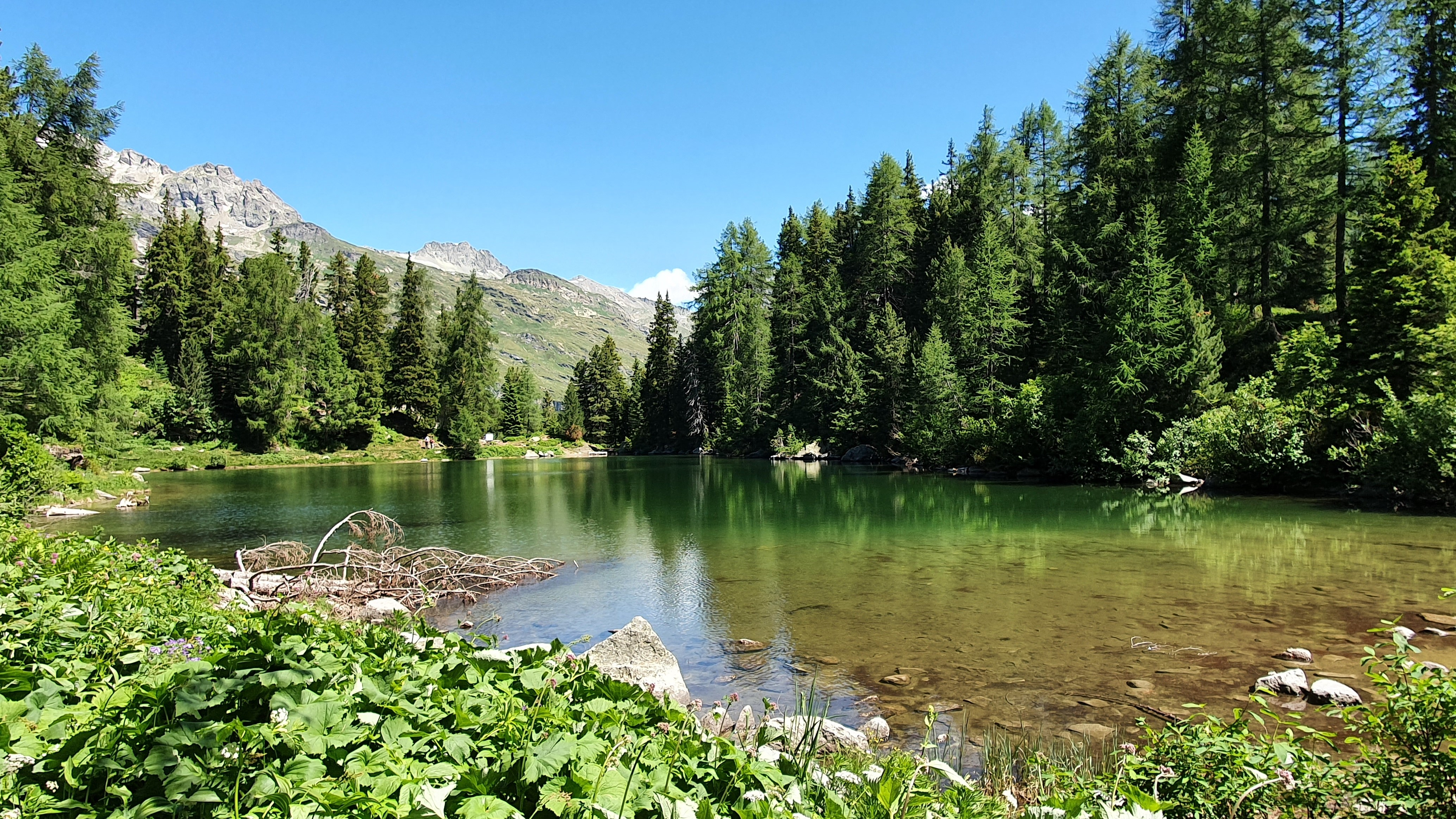
Lägh da Bitabergh bei Maloja

Für ein Bergdorf, und erst recht für ein Passdorf, hat das Wasser für Maloja eine ungewöhnlich grosse Bedeutung:
- Es liegt am westlichen Ende des Silsersees, der als Reservoir für die Trinkwasseraufbereitung der Gemeinde dient.
- Oberhalb des Dorfs entspringt im Südwesten des Lunghinsees (Lägh dal Lunghin) der Inn, einer der grossen Flüsse des europäischen Kontinents, der in einem Wasserfall am Osthang des Piz Lunghin herunterkommt (nahe dem Weiler Pila).
- Das Gletscherflüsschen «Orlegna» im Süden von Maloja hat geografisch nichts mit dem Inn zu tun (s. u. zur Wasserscheide), sondern biegt, obwohl nur einen Kilometer vom Beginn des Flusslaufs des Inn entfernt gelegen, nach Südwesten Richtung Italien abbiegt. An dieser Stelle wurde Mitte der 1980er Jahre eine Hochwasserrückhaltesperre gebaut, die ausschliesslich dazu dient, Hochwasser oder Geschiebe zurückzuhalten. Das bei Orden meist begehbare Flussbett, das heute das Rückhaltebecken ausmacht, und vor allem die Schutzmauer, ist den Dörfern im Bergell schon sehr zugutegekommen, denn 1987 wurden sie dadurch von den Folgen eines gefährlich starken Hochwassers verschont.
- Im Süden von Maloja sind zwei kleinere Seen, der Lägh da Cavloc (Cavlocciosee) und der Lägh da Bitabergh (Bitabergasee), beides beliebte Ausflugsziele.

Wasser wird im Spätherbst in hohem Masse auch für die Kunstschneeproduktion (Beschneiung) verwendet. Hierbei wird Wasser der Gemeinde Stampa/Maloja mit einem Systemtrenner getrennt. Auf diese Weise kann das Wasser ab der Beschneiungsleitung zurückfliessen.

### Europäischer Wasserscheidepunkt am Lunghinpass

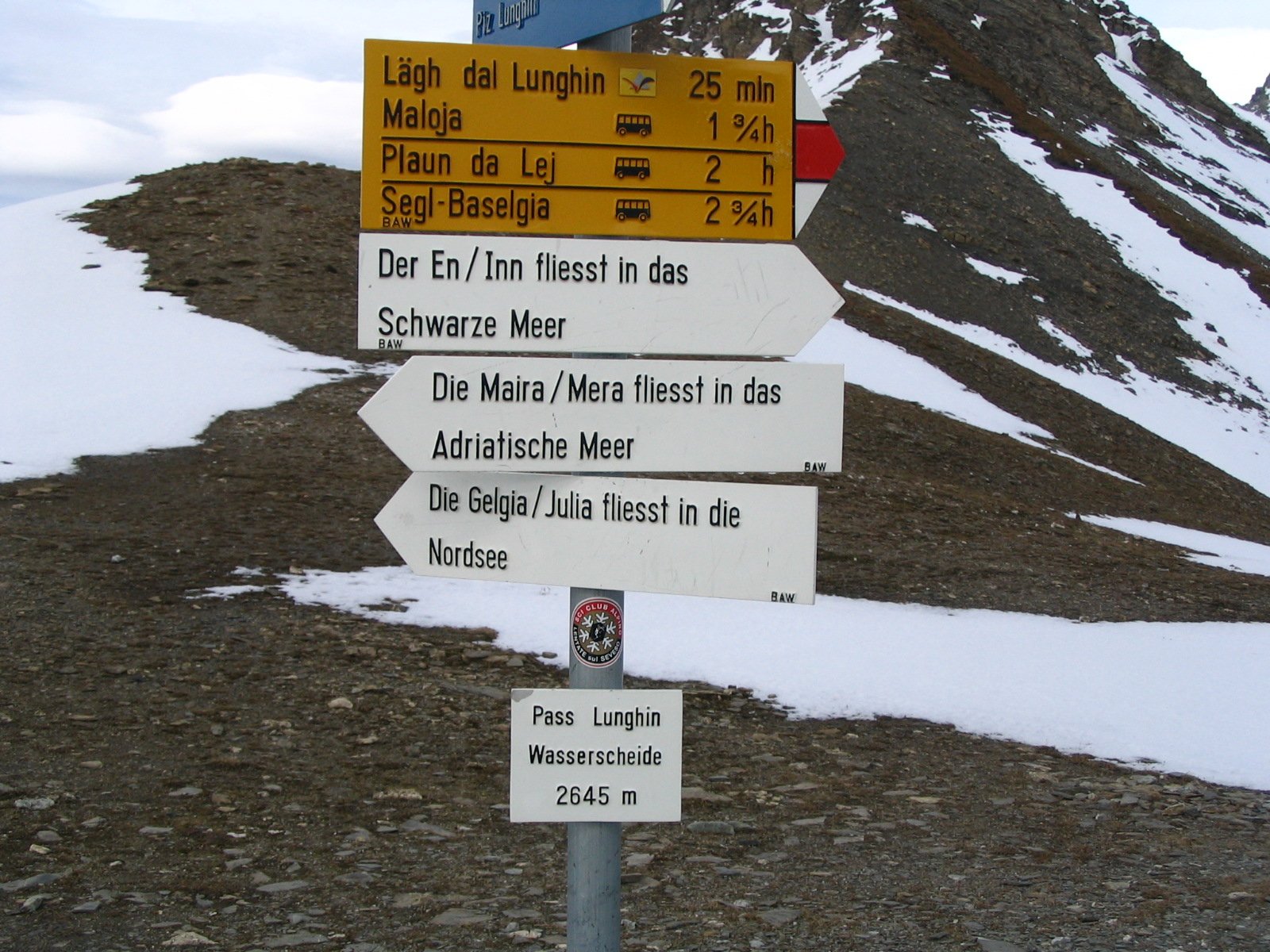
Die dreifache Wasserscheide am Pass Lunghin

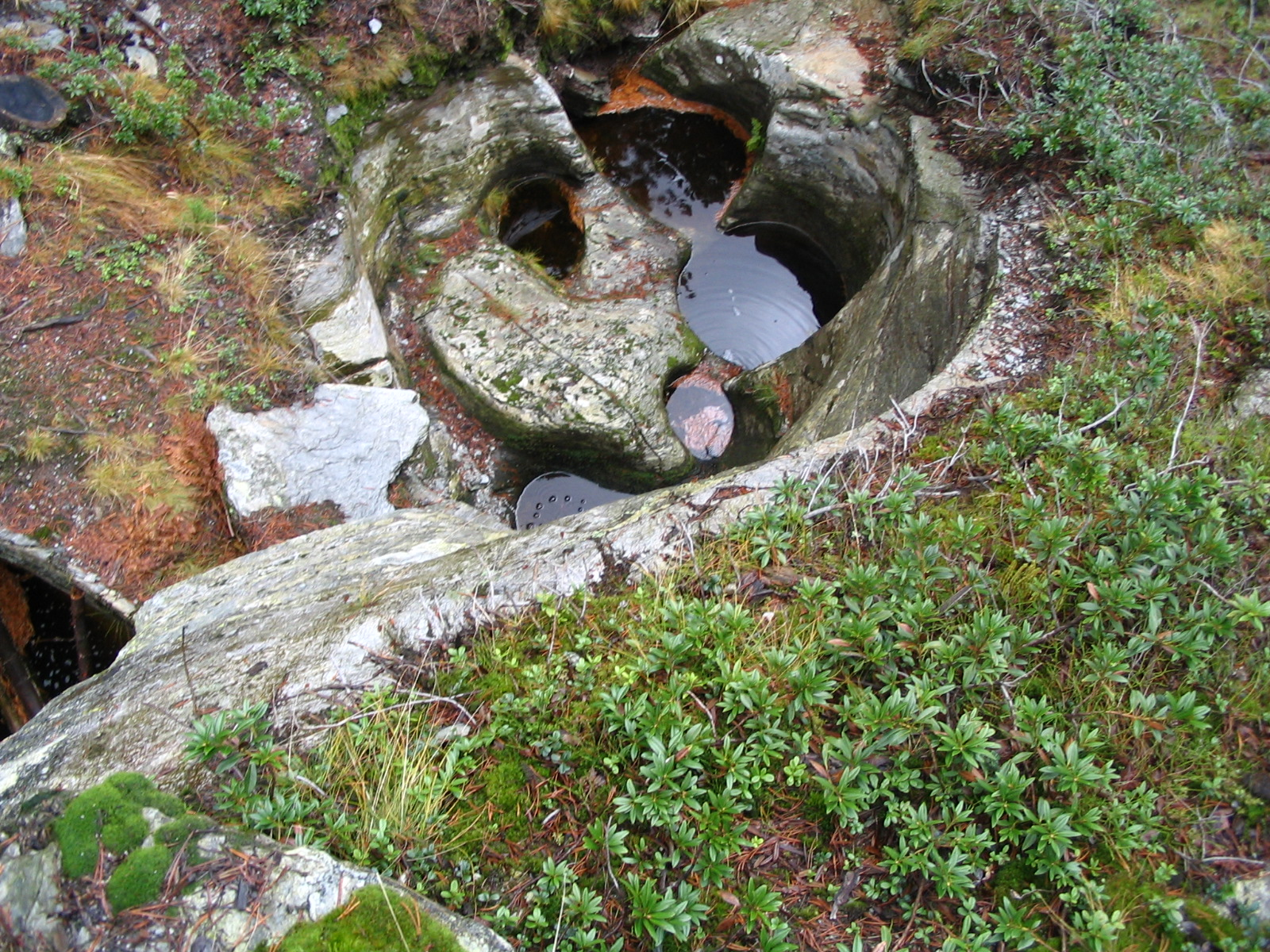
Gletschertopf bei Maloja

Am Pass Lunghin bei Maloja befindet sich ein Wasserscheidepunkt – er ist Schnittpunkt dreier wichtiger Flusssysteme Europas:
- der Inn fliesst über die Donau ins Schwarze Meer,
- die Julia über den Rhein in die Nordsee und damit in den Atlantik,
- die Maira über den Po in die Adria und damit ins Mittelmeer.

## Tourismus

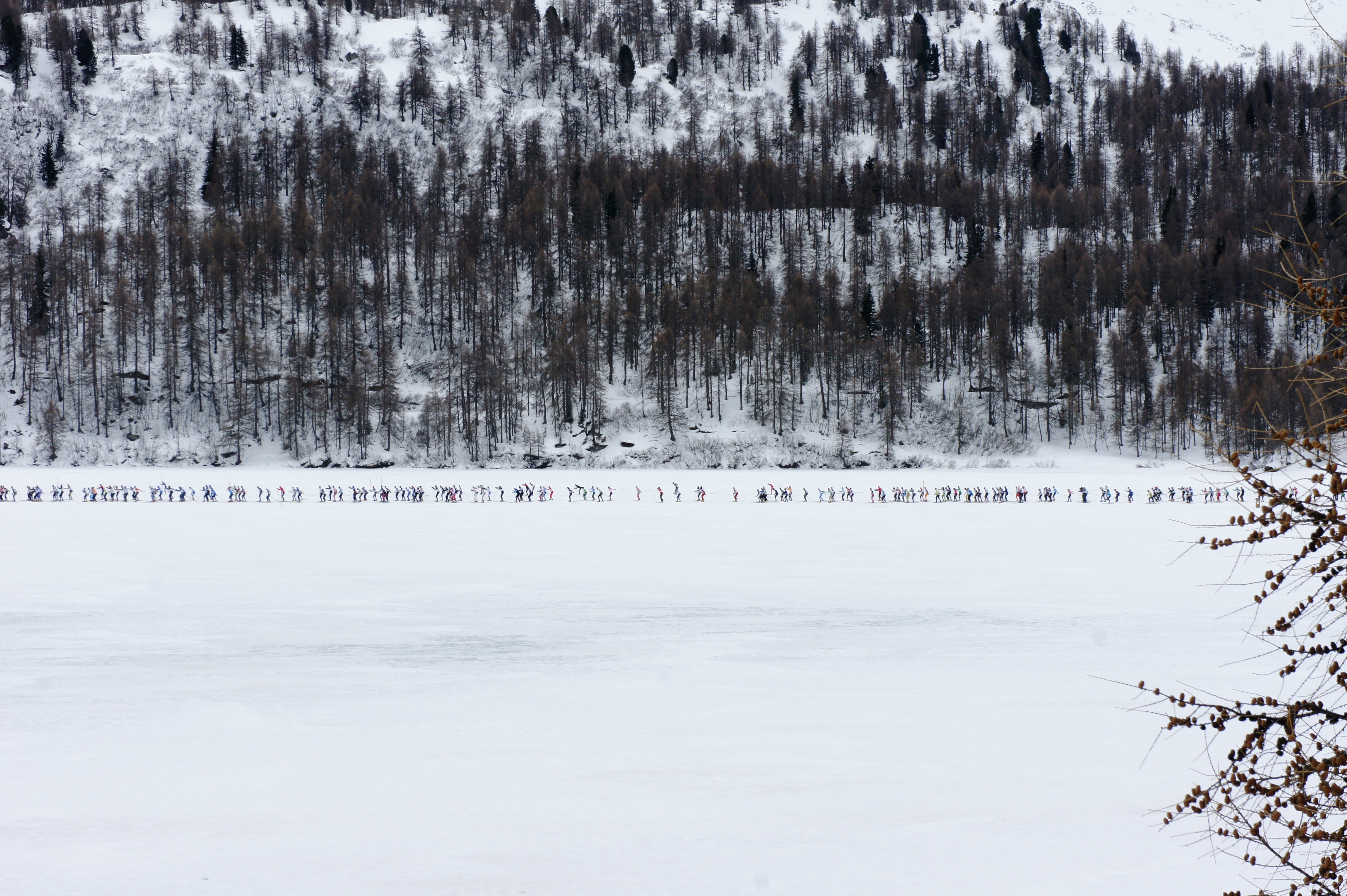
Der Engadiner Skimarathon kurz nach dem Start in Maloja

- Infostelle Maloja[14]

### Sport
Maloja ist ein Wander-, Touren- und Klettergebiet ersten Rangs. Ausdauer wird durch landschaftlich eindrucksvolle Ausblicke belohnt. Auf einem gut gepflegten Rundweg durch ein Naturschutzreservat lassen sich die Rückzugsspuren der Gletscher der letzten Eiszeit bestaunen, es gibt hier so viele Gletschertöpfe wie sonst nirgends in Europa.
Der Silsersee bietet im Sommer beste Surf- und Segelbedingungen.
Im Winter ist Maloja Ausgangspunkt zahlreicher Loipen und der traditionelle Startort des Engadin Skimarathon, der u. a. über den gefrorenen Silsersee führt, das Ziel ist nach 42 km S-chanf. Der Skilift am Piz Aela befördert alpine Skifahrer auf knapp 2000 m Höhe, der Berg verwandelt sich nach Schneefällen in ein Pulverschneeparadies auch für Snowboarder.

### Bildungsarbeit
Vor Ort in Maloja ist in der Dauerausstellung «Landschaftsgeschichte Maloja» Wissenswertes über die Folgen der Kontinentalkollision vor 90 Millionen Jahren für die Geologie und Geomorphologie der Gegend zu erfahren. Die Ausstellung wurde gestaltet von der Assoziation Pro Natura und ist im Torre Belvedere am Dorfrand oberhalb des Beginns der Passstrasse zu sehen.
Über die Schweiz hinaus bekannt ist das Ferien- und Bildungszentrum Salecina.

## Persönlichkeiten
- Gottardo Guido Segantini (* 25. Mai 1882 in Pusiano; † 16. Juni 1974 in Maloja), Giovanni Segantinis Sohn, Künstler, Landschaftsmaler und Graveur. Bruder von Mario Segantini[15]
- Mario Segantini (* 31. März 1885 in Mailand; † Februar 1916 in Maloja), Künstler, Bildhauer, Maler und Radierer. Sohn von Giovanni und Bruder von Gottardo[16]
- Vico Rigassi (1905–1983), Sportjournalist am Radio, offizieller Sprecher der Radweltmeisterschaften